# Джованні Тоті
Джованні Тоті (італ. Giovanni Toti; нар. 7 вересня 1968, В'яреджо, Тоскана) — італійський тележурналіст, редактор новин і політик. Депутат Європарламенту з 2014 року.
У 1996 році він став стажистом у редакції Studio Aperto, інформаційної сервісної станції Italia 1, невдовзі став редактором політичного відділу. Тоді, як професійний журналіст, пов'язаний з медіа-конгломератом Mediaset Сільвіо Берлусконі, працював у програмах Videonews і Liberitutti. З 2007 році він був заступником прес-агента компанії, з 2009 — заступником директора, а з 2010 — директором студії Aperto. У 2012 році він також став головним редактором і видавцем інформаційної служби станції TG4 Rete 4. У 2014 році пішов у відставку з усіх посад, став політичним радником партії «Вперед, Італія».